# Cop d'estat al Níger de 2023
|  | Aquest article es refereix a esdeveniments de la Crisi del Níger del 2023. |

El 26 de juliol de 2023, es va produir un cop d'estat al Níger quan la guàrdia presidencial del país va detenir el president escollit democràticament Mohamed Bazoum, i el cap de la guàrdia presidencial, Abdourahamane Tchiani, es va proclamar líder d'una nova junta militar. Les forces de la guàrdia presidencial van tancar les fronteres del país, van suspendre l'activitat de les institucions estatals i van declarar un toc de queda. Aquest va ser el cinquè cop d'estat militar des que el país va obtenir la independència de França l'any 1960, i el primer des de 2010.
Aquest cop d'estat va ser àmpliament condemnat per la comunitat internacional i pel bloc regional de l'Àfrica Occidental, Comunitat Econòmica dels Estats de l'Àfrica Occidental (CEDEAO), que actualment està considerant la intervenció militar en el país, provocant la crisi nigerina del 2023.

## Desenvolupament del cop

### Detenció de Bazoum

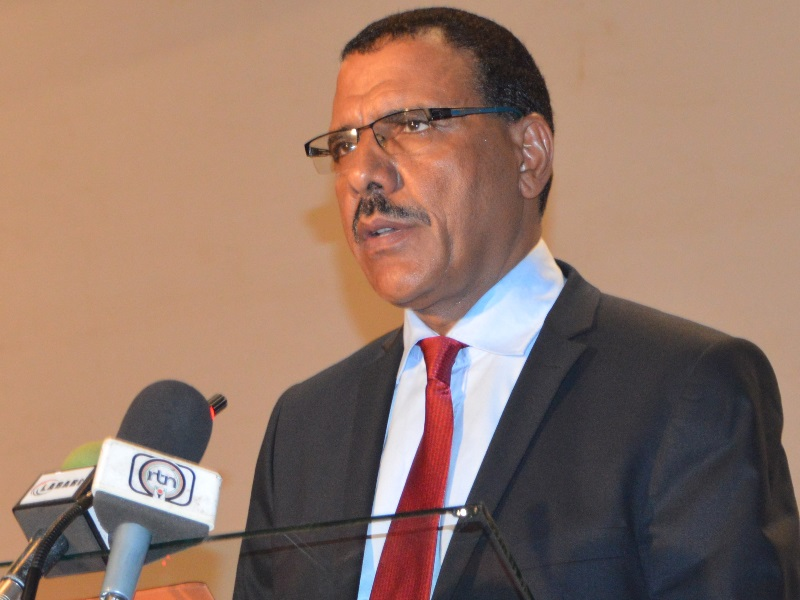
Mohamed Bazoum, qui va ser president del Níger des de 2021 fins al cop d'estat de 2023.

El 26 de juliol de 2023, es va donar a conèixer un intent de cop d'estat al Níger a les xarxes socials. La guàrdia presidencial, dirigida pel general Abdourahamane Tchiani, van participar en una «manifestació antirrepublicana» i van intentar «en va» obtenir suport d'altres forces de seguretat. Tchiani va afirmar que el president del país, Mohamed Bazoum, va ser detingut al Palau Presidencial a Niamey, però es trobava bé. La seva esposa, el seu fill i el ministre de l'Interior, Hamadou Souley, també van ser detinguts.
Pel que sembla, el cop va ser dirigit per Tchiani, a qui, segons els analistes, Bazoum havia planejat rellevar del seu càrrec. Fonts pròximes a Bazoum van afirmar que aquest havia decidit la destitució de Tchiani en una reunió de gabinet celebrada el 24 de juliol, ja que, pel que sembla, les seves relacions s'havien tornat tibants.

### Mobilització de les forces armades
Al matí, el palau i els ministeris adjacents van ser bloquejats per vehicles militars i es va impedir al personal del palau accedir a les seves oficines. Fins a 400 civils partidaris de Bazoum van intentar acostar-se al palau, però van ser dispersats per la Guàrdia Presidencial amb trets, deixant un ferit. En la resta de Niamey, la situació es va descriure com a tranquil·la. La Presidència també va afirmar que s'havien produït protestes en suport de Bazoum entorn de les missions diplomàtiques del país a l'estranger.
En resposta a aquests esdeveniments, les forces armades del Níger van envoltar el palau presidencial en suport de Bazoum. L'exèrcit també va emetre un comunicat en el qual afirmava haver assegurat «importants punts estratègics» del país. La Presidència va declarar que l'exèrcit i la Guàrdia Nacional estaven preparats per a atacar a la guàrdia presidencial. La BBC també va informar que les forces lleials havien envoltat l'emissora estatal ORTN. L'ambaixada estatunidenca va advertir que no se circulés pel Boulevard de la Republique de Niamey, on es trobava el Palau Presidencial.

### Anunci del derrocament de Bazoum
Malgrat la inicial mobilització a favor del president escollit democràticament, a la tarda l'Estat Major va anunciar a la televisió estatal que Bazoum havia estat destituït del poder, formant una junta militar anomenada Consell Nacional per a la Salvaguarda de la Pàtria. Es van prendre mesures com la dissolució de la constitució, la suspensió de l'activitat de les institucions de l'estat, i la imposició d'un toc de queda.
L'endemà, Bazoum va expressar la seva negativa a dimitir i va mantenir contacte amb líders mundials. Aquest cop d'estat va ser àmpliament condemnat per la comunitat internacional i pel bloc regional de l'Àfrica Occidental, Comunitat Econòmica dels Estats de l'Àfrica Occidental (CEDEAO).
La junta va rebre suport del lideratge de les forces armades del Níger. A la capital, Niamey, es van produir manifestacions a favor del cop, liderades pel Moviment M62, on alguns dels manifestants mostraven banderes russes.

### Autoproclamació de Tchiani com a president
El 28 de juliol, el General Abdourahamane Tchiani es va autoproclamar president del Consell Nacional per a la Salvaguarda de la Pàtria en una al·locució en Télé Sahel. Va afirmar que el cop s'havia donat per a evitar «la desaparició gradual i inevitable» del país, i va dir que Bazoum havia intentat ocultar «la dura realitat» del país, que va qualificar de «munt de morts, desplaçats, humiliació i frustració». També va criticar l'estratègia de seguretat del govern per la seva suposada ineficàcia i falta de col·laboració amb Mali i Burkina Faso, però no va donar un calendari per al retorn al govern civil. La seva posició com a cap d'Estat concurrent de facto va ser confirmada posteriorment pel coronel Abdramane, qui va acusar els funcionaris del govern de Bazoum de conspirar contra el nou règim mentre es refugiaven en ambaixades estrangeres i va advertir d'un vessament de sang si continuaven endavant.

## Crisi regional
En resposta al cop d'estat, el 30 de juliol de 2023, la CEDEAO va donar als colpistes nigerins un termini d'una setmana per a retornar el poder a Bazoum o enfrontar-se a sancions internacionals i a l'ús de la força. El termini va expirar el 6 d'agost de 2023. L'organització regional ja va intervenir anteriorment a Gàmbia per a restaurar la democràcia després de la crisi constitucional de 2016-2017.
El 10 d'agost de 2023, la CEDEAO va decidir mantenir l'opció d'intervenció militar al Níger i va ordenar la mobilització de la seva força militar de reserva.

## Vegeu més
- Crisi del Níger del 2023
- Abdourahamane Tchiani
- Mohamed Bazoum
- Moviment M62